# Gewalt – die fünfte Macht im Staat
Gewalt – Die fünfte Macht im Staat (Originaltitel: La violenza: quinto potere) ist ein italienischer Gerichts- und Kriminalfilm aus dem Jahr 1971. Er schildert die seinerzeitige Ohnmacht des Rechtsstaates gegenüber mafiösen Strukturen und Taten.

## Handlung
In einem sizilianischen Gerichtssaal werden 16 Angehörigen zweier rivalisierender Mafia-Parteien verschiedener Verbrechen angeklagt. Der Bau eines Staudammes war Anlass zu Konflikten, bei denen dessen Konstrukteur Amedeo Barrese auf der einen und der reiche Grundbesitzer Crupi auf der anderen Seite, der seine landwirtschaftlichen Erträge in Gefahr sieht, ihre Leute zu blutigen Kämpfen anstachelten. Neben Bestechung und Drohungen kam es auch zu einem Mord. In einer langen Reihe ermüdender Befragungen durch den Staatsanwalt Azzara, durch Verteidiger Colonnesi und durch Richter Altofascio wird das Rechtssystem in seiner Breite ausgeschöpft und die Ohnmacht der ermittelnden Behörden deutlich. Zeugen widersprechen sich, Beweise sind schwach, die Möglichkeiten von Einsprüchen schier unbegrenzt. So gelingt es weder, die Verstrickung politischer Größen in die Vorkommnisse zu belegen noch die tatsächliche Wahrheit herauszufinden. Der Analphabet Giacalone verliert in der Untersuchungshaft sein Leben; bis auf den Bauern La Circa, eine unbedeutende Randfigur, werden alle Angeklagten freigesprochen.

## Hintergrund
Der Film basiert auf dem Bühnenstück La violenza von Giuseppe Fava. In Kinos des deutschsprachigen Raumes wurde er erstmals am 5. Juli 1973 gezeigt. Eine LP mit der Filmmusik erschien auf Cometa CMT 1012/26.

## Kritik
Das Lexikon des internationalen Films befand: „Der effektvoll inszenierte Film entbehrt des historischen Hintergrunds und analytischer Ansätze und verliert sich in der Darstellung des Gerichtsspektakels.“. Michael Cholewa präzisiert die Intension des Regisseurs: „Die provozierende Aussage in Vancinis Film ist: Die (süd)italienische Gesellschaft ist ein Irrenhaus, die Justiz ist eine Farce, die Politik unfähig und alle zusammen bestechlich.“ Der italienische Kritiker C. Bragaglia warf dem Werk vor, es „wolle das Mafia-Problem anprangern, ihm gelänge aber nur eine konventionelle Abbildung.“